# Aldehuela del Codonal
Aldehuela del Codonal es un municipio y localidad española de la provincia de Segovia, en la comunidad autónoma de Castilla y León. Forma parte del territorio de la Campiña Segoviana.

## Geografía
El pueblo se encuentra a una altitud de 862 m s. n. m., aunque el término municipal se encuentra entre los 830 y los 900 m s. n. m. Situado a 46 kilómetros al noroeste de la ciudad de Segovia, capital provincial, y limita al norte con el municipio de Aldeanueva del Codonal, al este y sur con Juarros de Voltoya, y al oeste con el municipio de Codorniz. Ocupa una superficie de 13,42 km².

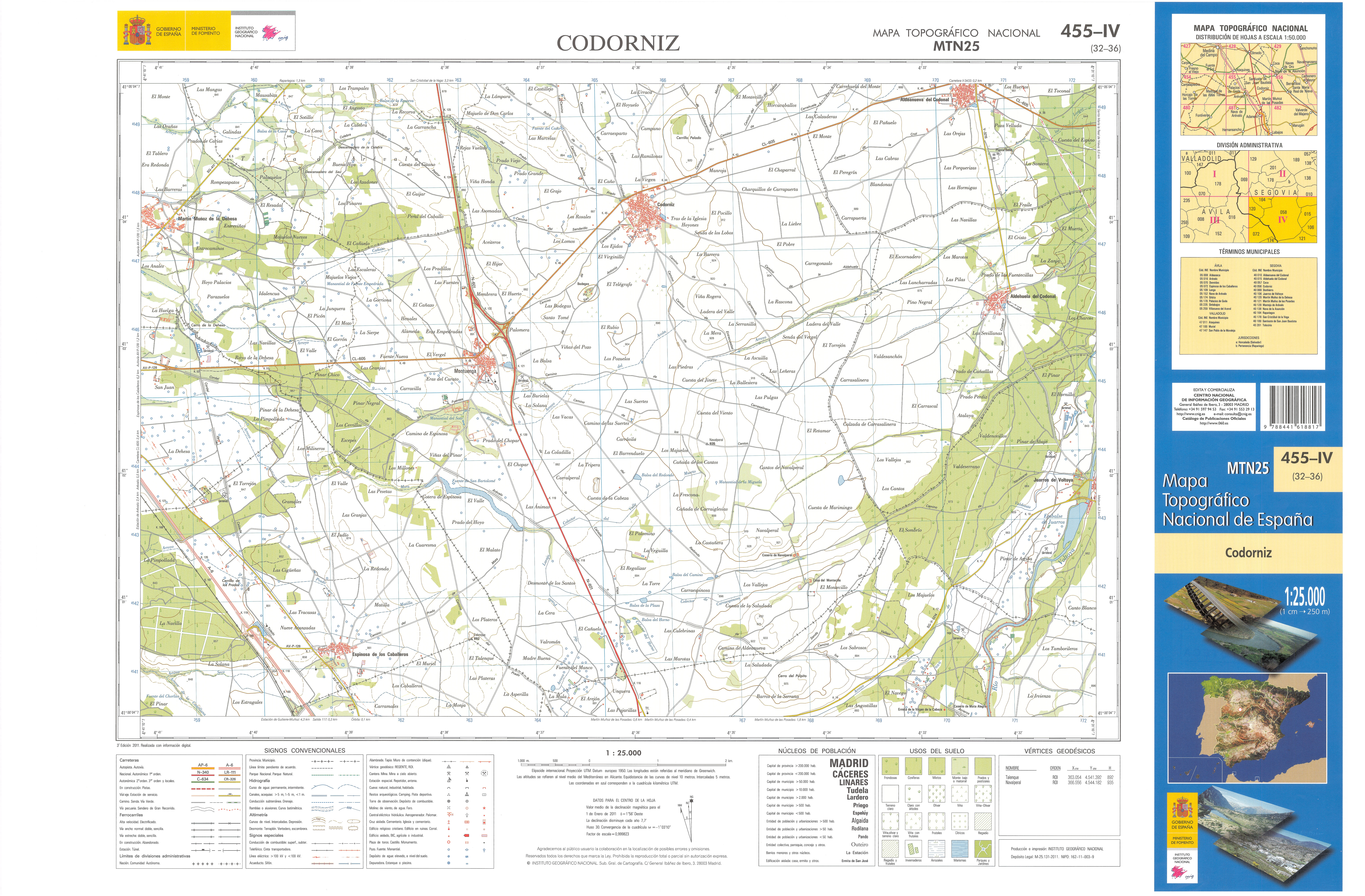
Fragmento de la hoja 455 del Mapa Topográfico Nacional de España de 2011 en el que se representa parte de Aldehuela del Codonal

| Noroeste: Aldeanueva del Codonal | Norte: Aldeanueva del Codonal | Noreste: Juarros de Voltoya |
| Oeste: Codorniz                  |                               | Este: Juarros de Voltoya    |
| Suroeste: Codorniz               | Sur: Juarros de Voltoya       | Sureste: Juarros de Voltoya |

## Naturaleza

### Fauna
El término municipal está atravesado por el río Voltoya, en cuyas orillas aún se pueden vislumbrar lo que en su día fueron provechosas huertas. Entre las aves que se crían en la zona cabe destacar la cigüeña, la perdiz, la codorniz y la avutarda.

### Flora
Los alrededores de este pueblo, cuentan con una amplia extensión de pinares (principalmente Pinus pinea y Pinus pinaster) donde podemos encontrar también un río (ya seco durante la mayor parte del año) y un pequeño arroyo de donde emana el agua. Ambos sitios son de gran interés, pues en ellos puedes pasar una tarde separado del ajetreo de la vida cotidiana. En estos lugares, se pueden encontrar entre otros frutos de la naturaleza, moras y níscalos (llamados en la zona 'nícalos') cuyo sabor es destacado.

## Demografía
Cuenta con una población de 24 habitantes (INE 2024).
| Gráfica de evolución demográfica de Aldehuela del Codonal entre 1828 y 2021 |
| |
| Población según el Diccionario geográfico-estadístico de España y Portugal de Sebastián Miñano. Población de derecho según los censos de población del INE. Población de hecho según los censos de población del INE. |

Adquirió su mayor tamaño a mediados del siglo XX, cuando la población se acercó al medio millar. Sin embargo, en la década de los sesenta, fue víctima de la migración a las grandes ciudades, sobre todo, a Madrid y Bilbao.

## Economía
Las actividades económicas se limitan a la agricultura y ganadería. En sus terrenos se cultiva uva de variedad verdejo, perteneciendo a la Denominación de Origen Rueda. También son abundantes los cultivos de cereal de secano, especialmente trigo, cebada y centeno. En menor medida se siembra girasol. El paisaje está adornado de pinos resineros, que en otro tiempo fueron una rica fuente de recursos económicos. En cuanto a la ganadería, principalmente, se cría ganado ovino.

## Administración y política
| Periodo   | Nombre                        | Partido   |
| --------- | ----------------------------- | --------- |
| 1979-1983 | Benedicto Agüero Merinero     | UCD       |
| 1983-1987 | Adolfo Martín Sacristán       | AP-PDP-UL |
| 1987-1991 | Adolfo Martín Sacristán       | PDP       |
| 1991-1995 | Desiderio Heredero San Frutos | PP        |
| 1995-1999 | Desiderio Heredero San Frutos | PP        |
| 1999-2003 | Mª Concepción Martínez Martín | PP        |
| 2003-2007 | Néstor Martín Saez            | PP        |
| 2007-2011 | Mª Concepción Martínez Martín | PP        |
| 2011-2015 | Mª Concepción Martínez Martín | PP        |
| 2015-2019 | Enrique Martínez Martín       | PP        |
| 2019-2023 | Enrique Martínez Martín       | PP        |
| 2023-act. | Enrique Martínez Martín       | PP        |

## Cultura

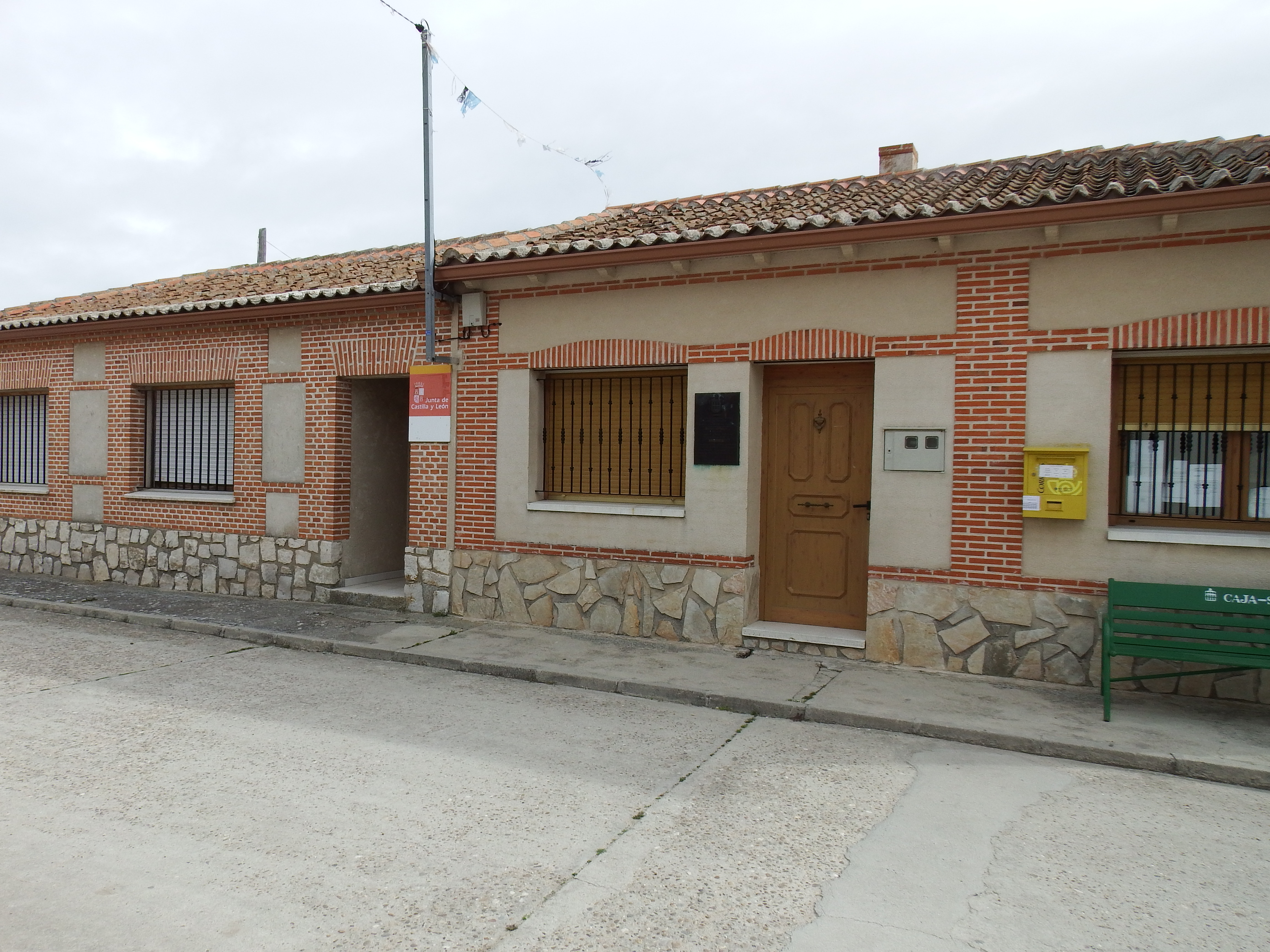
Casa consistorial

### Arquitectura tradicional
La construcción tradicional se basaba en cantos, pizarras y adobes. Los cantos rodados son muy abundantes en todo el término y han dado origen a su nombre "Codonal" que deriva de la palabra codón (guijarro, pequeño canto rodado).

### Fiestas
Las fiestas patronales se celebran en honor de San Roque, el 16 de agosto. La tradición consiste en sacar al Santo por las calles Aldehuelenses en procesión mientras una banda ameniza con jotas el transcurso y muchos se animan a bailar. Posteriormente, en la mayoría de las casas se sirve cochinillo, plato típico en la zona. Las noches de los días 16 y 17, una orquesta popular con música para los jóvenes y no tan jóvenes ameniza la verbena hasta altas horas de la madrugada. Es importante destacar las peñas, que animan cada noche este pequeño pueblo formadas por los muchachos allí presentes, entre las cuales destacan 'Los Ratones Coloraos', 'Los Kolgaos', 'Los Coxinos', 'El Deskoloke','Los Taitantos', 'KLF', 'Los Sanrroquines' o 'El Subidón' que durante ambos días, ofrecen desinteresadamente comida y bebida a la gente del pueblo o alrededores allí presentes aunque también disfrutan bailan y cantan año tras año las canciones más populares.  Por último, el día 18 de agosto, se cena en la plaza una caldereta elaborada por los vecinos durante ese mismo día y consistente en un plato a base de patatas con carne y un chocolate caliente. Este evento reúne a todos los que se consideran aldehuelenses o aldehueleños. Durante estas fiestas patronales, también es típica la realización de juegos tradicionales, que van desde carreras de piñatos, de bicicleta, etc. 
A lo largo del año, tienen lugar otras fiestas, como la conocida "fiesta de mozos", a finales de diciembre, y la fiesta de Santa Águeda a principios de febrero, fecha en la cual las mujeres del pueblo sacan a la Santa en procesión por las calles. Algunas de ellas, visten el traje regional segoviano y disfrutan de una velada festiva. 
Actualmente, la población en Aldehuela del Codonal está disminuyendo año a año pero la mayoría de descendientes de personas que allí vivieron durante el siglo XX, siguen acudiendo en fines de semana, puentes y demás festivos al que consideran su pueblo. Muchos de estos viven actualmente en Madrid, Cataluña, País Vasco y demás territorios de toda la península.